# Queratoacantoma
El queratoacantoma es un tumor benigno epitelial de crecimiento rápido y resolución habitualmente espontánea. Aparece con más frecuencia en varones y en zonas de la piel frecuentemente expuestas a la luz solar (cara, cuello...).

## Epidemiología y etiología
Es relativamente frecuente, especialmente en varones caucásicos mayores de 50 años. Se ha identificado alguna cepa de papilomavirus en algunos queratoacantomas, aunque parece que su principal desencadenante es la radiación ultravioleta. Se han descrito casos relacionados con la exposición a carcinógenos químicos (brea y hulla).

## Clínica
Se origina en la epidermis y presenta un aspecto cupular, con una protuberancia queratósica que puede desprenderse y volver a formarse en sucesivas ocasiones. Suele presentar un cráter central y debe hacerse un adecuado diagnóstico diferencial ya que su aspecto lo asemeja al carcinoma espinocelular, un tumor cutáneo maligno. Para un diagnóstico certero debe realizarse una biopsia translesional o un examen anátomo-patológico de la pieza extraída.
La biopsia debe de ser translesional, ya que histológicamente este tumor puede ser muy similar a un Carcinoma Espinocelular, con la biopsia translesional el médico patólogo puede hacer la diferencia histológica.

## Tratamiento
Lo más frecuente es la remisión espontánea entre dos a seis meses tras su aparición. Pueden realizarse curetajes, aunque lo más indicado es la exéresis quirúrgica con estudio posterior para descartar la variante maligna antes comentada.
El queratoacantoma, también responde a trauma, muchas veces al tomar la biopsia translesional la tumoración por sí sola desaparece. Otros métodos de tratamiento son: la aplicación diaria de una crema de 5-fluorouracilo o la infiltración intralesional con corticoide.